# David Kriegleder
David Kriegleder (* 25. September 1984 in Wien) ist ein österreichischer Journalist. Seit 2007 ist er für den ORF tätig und seit 1. Juli 2024 Leiter des ORF-Korrespondentenbüros in Tel Aviv.

## Leben
Kriegleder wurde in Wien als Sohn des Literaturwissenschaftlers Wynfrid Kriegleder geboren und lebte in seiner Kindheit und Jugend mit seiner Familie mehrmals in den USA, wo er auch die Schule besuchte. Nach dem Abschluss der Matura absolvierte er erste journalistische Praktika bei Ö3 und beim Kurier. Ab 2004 studierte er Politikwissenschaft an der Universität Wien – parallel dazu ein Lehrgang an der Katholischen Medien Akademie. Es folgten weitere Praktika in der Auslandsredaktion des Profil, in der Religionsabteilung des ORF und beim Weltjournal – gleichzeitig war er als freier Mitarbeiter für Die Furche tätig. Für die APA und FM4 berichtete Kriegleder aus dem Südsudan, Uganda, Kenia, dem Kosovo, Nepal, Sri Lanka und Kambodscha.
Nach Abschluss des Studiums lebte er 2011 für ein Jahr in Costa Rica, wo er an der Friedensuniversität der Vereinten Nationen ein Master-Studium mit Schwerpunkt „Krisen- und Konfliktberichterstattung“ abschloss. Anschließend machte er ein Praktikum an der Medienstelle der Vereinten Nationen in New York. Zurück in Wien begann er beim ORF-Fernsehen – zunächst als freier Mitarbeiter in der ORF-Religionsabteilung und dem ORF-Magazin Heute Konkret und dann in der Auslandsredaktion der Zeit im Bild, wo er seit 2015 als Redakteur tätig ist. Weitere journalistische Einsätze führen ihn in mehrere Länder nach Südamerika, Asien und Südeuropa.
2018 ging Kriegleder als ORF-Korrespondent in die USA, wo er an der Seite von Hannelore Veit aus Washington berichtete. 2021 kehrte er als außenpolitischer Redakteur für den ORF nach Wien zurück mit erneuten Auslandseinsätzen in Südamerika und Asien.
Nach den Terroranschlägen des 7. Oktober 2023 unterstützte Kriegleder kurzzeitig im ORF-Büro in Tel Aviv. Dessen Leiter wurde er zum 1. Juli 2024 als Nachfolger von Tim Cupal, der nach Österreich zurückkehrte. Seitdem berichtet er gemeinsam mit Nikolaus Wildner über die Geschehnisse im Nahen Osten.

## Veröffentlichungen
2020 veröffentlichte er gemeinsam mit Hannelore Veit das Buch USA – Stimmen aus einem gespaltenen Land.
| Personendaten    | Personendaten               |
| ---------------- | --------------------------- |
| NAME             | Kriegleder, David           |
| KURZBESCHREIBUNG | österreichischer Journalist |
| GEBURTSDATUM     | 25. September 1984          |
| GEBURTSORT       | Wien                        |